# لويس أنطونيو مندوزا
لويس أنطونيو مندوزا (بالإسبانية: Luis Antonio Mendoza)‏ هو لاعب كرة قدم مكسيكي، ولد في 21 أغسطس 1973 في مدينة مكسيكو في المكسيك.